# Nimrud-Ostrakon
Als Nimrud-Ostrakon (Ausgrabungsnummer ND 6231) wird ein 1957 in Nimrud gefundenes Ostrakon bezeichnet, das eine Liste westsemitischer Namen enthält.
Das Ostrakon wurde im April 1957 bei englischen Grabungen unter Max Mallowan in Nimrud, dem biblischen Kalach, gefunden. Fundort war ein Lagerhaus, das als „Fort Shalmaneser“ bezeichnet wird. In diesem Gebäude fanden sich auch die so genannten „Horse Lists“, welche Namen hochrangiger Offiziere der assyrischen Kavallerie unter Sargon II. enthalten. Stratigraphisch lässt sich das Ostrakon der letzten assyrischen Schicht zuweisen, also der Zeit vor 612 v. Chr.
Das Ostrakon ist ca. 10 cm breit und 5,5 cm hoch. Es ist beidseitig mit schwarzer Tinte beschriftet, vermutlich von zwei verschiedenen Schreibern. Zuerst wurde die konvexe Seite beschriftet: Auf ihr ist der Anfang der ersten Zeile abgebrochen, während die konkave Seite das Fehlen dieses Bruchstückes bereits berücksichtigt. Die paläographische Analyse ist mehrdeutig. Der Erstherausgeber Judah Ben-Zion Segal hielt die Schrift für aramäisch aus der Mitte des 7. Jahrhunderts. Nach J. Naveh handelt es sich um eine aramäische Kursivschrift des späten 8. Jahrhunderts, während É. Puech die Schrift für ammonitisch hält und sie in die Mitte des 7. Jahrhunderts datiert.
Auf der konvexen Seite sind zwei Spalten erhalten, die erste zu sechs Zeilen, die zweite zu vier Zeilen. Beide Spalten sind von einem vertikalen Strich getrennt. Auf der konkaven Seite finden sich fünf Zeilen Text. Die Namen sind durch Wortrenner voneinander geschieden, jedoch nicht das Patronym: bn + Personenname erscheinen als ein Wort.
Obwohl die Schrift zunächst als aramäisch bezeichnet wurde, ist die Bezeichnung für Sohn das kanaanäische Wort ben bzw. bin, während aramäisch bar hat. Die Namen sind westsemitischer Herkunft, ein Großteil davon ist biblisch belegt oder anderen hebräischen Namen strukturell ähnlich, während etwa die Hälfte der Namen für Aramäer untypisch wäre. Aufgrund des Namens bjd'l (etwa bejad'el = „In der Hand (des Gottes) El“), schloss W. F. Albright eine phönizische oder ammonitische Herkunft der Personen aus, da in diesen Sprachen der Name zu bd'l (etwa bod'el) kontrahiert sein müsste, und nahm an, dass es sich bei den Personen um die Diaspora des ehemaligen Nordreiches Israel handeln müsse. Nach Neufunden ammonitischer Inschriften schlossen P. Bordreuil und J. Naveh angesichts des Onomastikons auf eine ammonitische Herkunft der Personen. So seien keine Namen mit dem theophoren Element JHWH enthalten, dafür aber außergewöhnlich viele mit El. Weiterhin typisch ammonitisch seien die Namenbildungselemente tmk („stützen“) und ndb („großzügig/erhaben sein“). B. Becking hingegen hat darauf verwiesen, dass sich die implizite Annahme, es handele sich um Personen nur einer Ethnie, nicht zwingend ist und die Ansammlung von Menschen einer Herkunft an einem Ort der Deportationspolitik der Assyrer widerspreche.
Problematisch für die Interpretation sind weiterhin die Zeilen vier und fünf der konkaven Seite. In Zeile vier ist als zweites Wort kbs geschrieben. Dabei könnte es sich um einen weiteren Namen handeln oder um den Vatersnamen der zuvor erwähnten Person. Allerdings fehlte dann die Benennung Sohn von, die sonst mitgeschrieben ist. Nach F. Israel ist in dem Wort die Berufsbezeichnung „Walker“ zu sehen, jedoch wäre dann der bestimmte Artikel h- zu erwarten. Die letzte Zeile enthält als letztes Wort blntn. Hierbei könnte es sich um den Vatersnamen handeln, wobei eine Dissimilation von n zu l vor n anzunehmen, der Name also als ben natan („Sohn des Natan“) zu deuten wäre. Andererseits könnte es sich schlicht um einen weiteren Namen mit dem theophoren Element bel halten, wobei bel die mesopotamische Variante der westsemitischen Gottheit Baal ist. Der Name würde somit einen sprachlichen und religiösen Synkretismus nahelegen.